# Hermanniella occidentalis
Hermanniella occidentalis är en kvalsterart som beskrevs av Ewing 1918. Hermanniella occidentalis ingår i släktet Hermanniella och familjen Hermanniellidae. Inga underarter finns listade i Catalogue of Life.